# Нанду великий
Нанду великий, нанду звичайний, або нанду північний (Rhea americana) — великий птах із родини нандових, ендемік відкритих просторів Південної Америки. Не літає, проте на бігу розвиває швидкість до 60 км/год. Зазвичай тримається групами по 5— 30 птахів. Інтродукований у Німеччині.

## Опис

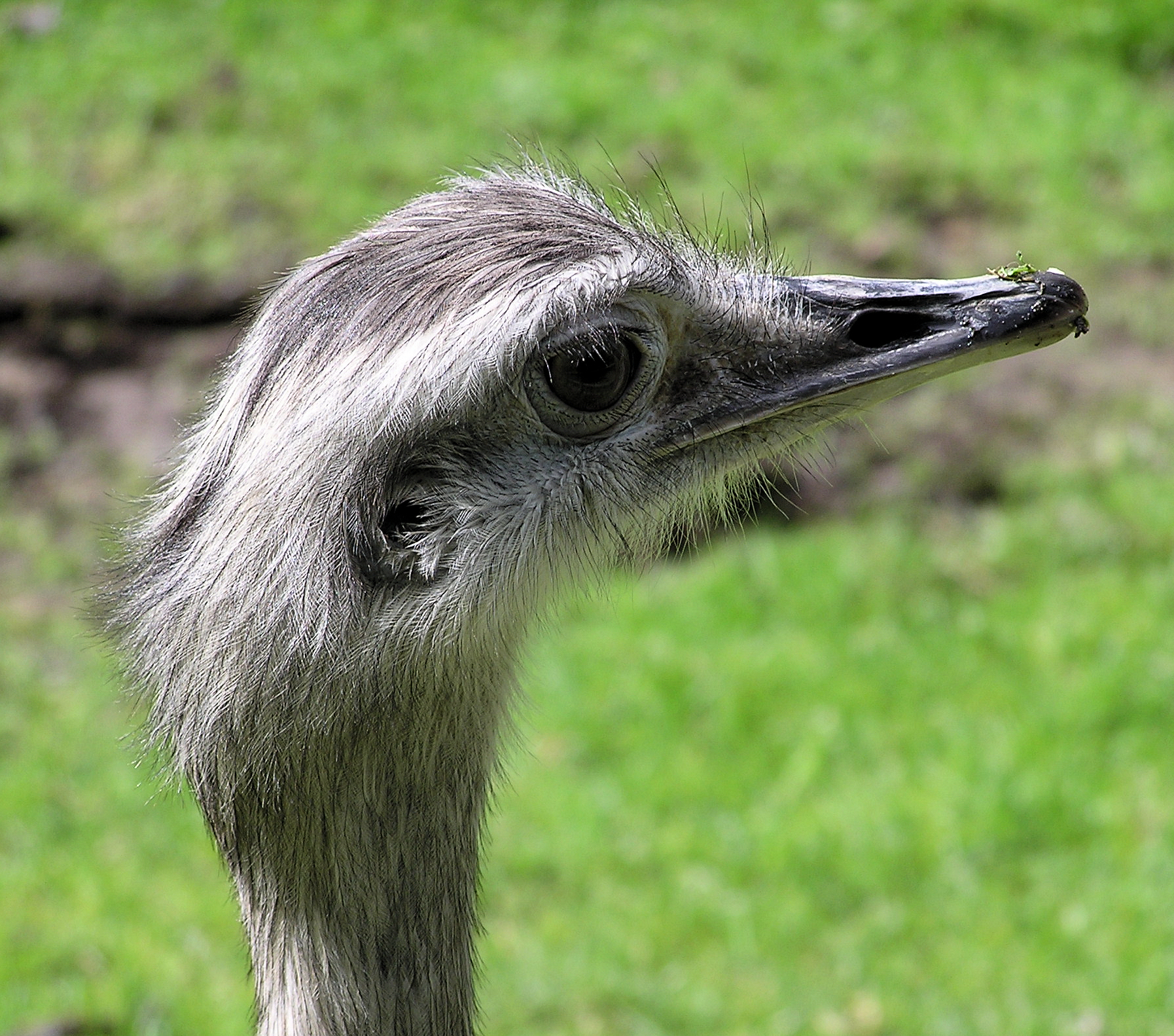
Голова зблизька

Висота дорослих птахів 127—140 см, вага 20-25 кг і більше. Самці в середньому більші за самиць. Нанду зовні нагадує страуса, проте більш ніж в 2 рази дрібніше його і на відміну від свого далекого родича має оперену голову і шию. Ноги довгі і сильні, мають лише три пальці. На відміну від нанду Дарвіна, цівка без пір'я. Крила досить довгі; птах використовує їх для утримання рівноваги під час бігу. На кінці кожного крила є нігтик. Оперення м'яке і пухке, забарвлене в буро-сірі тони різної інтенсивності. Як правило, самці темніші, ніж самиці, в гніздовий період мають темний «нашийник» в основі шиї. Серед птахів трапляються альбіноси — особини з білим оперенням і блакитними очима. Рулеві пір'я відсутні. Молоді нанду схожі на дорослих, пташенята сірі з темними поздовжніми смужками. Голос, звичайно друкований самцем на початку сезону розмноження — глибокий і гучний крик «нан-ду», завдяки якому птах і отримала свою назву.

## Підвиди
Виділяють 5 підвидів північного нанду:
- R. a. americana — кампос північної і східної Бразилії[8]
- R. a. intermedia — Уругвай і крайній південь Бразилії (штат Ріу-Гранді-ду-Сул)[8]
- R. a. nobilis — Парагвай на схід від річки Парагвай[8]
- R. a. araneipes — Гран-Чако (з парковим ландшафтом території на межі тропічних лісів і саван) Парагваю і Болівії, бразильський штат Мату-Гросу[8]
- R. a. albescens — пампаси Аргентини на південь до провінції Ріо-Негро[8]

Мінливість виражається в загальних розмірах і поширенні чорного в області горла. Проте вона настільки незначна, що визначення підвиду поза районом поширення може викликати проблеми у нефахівця.

## Поширення

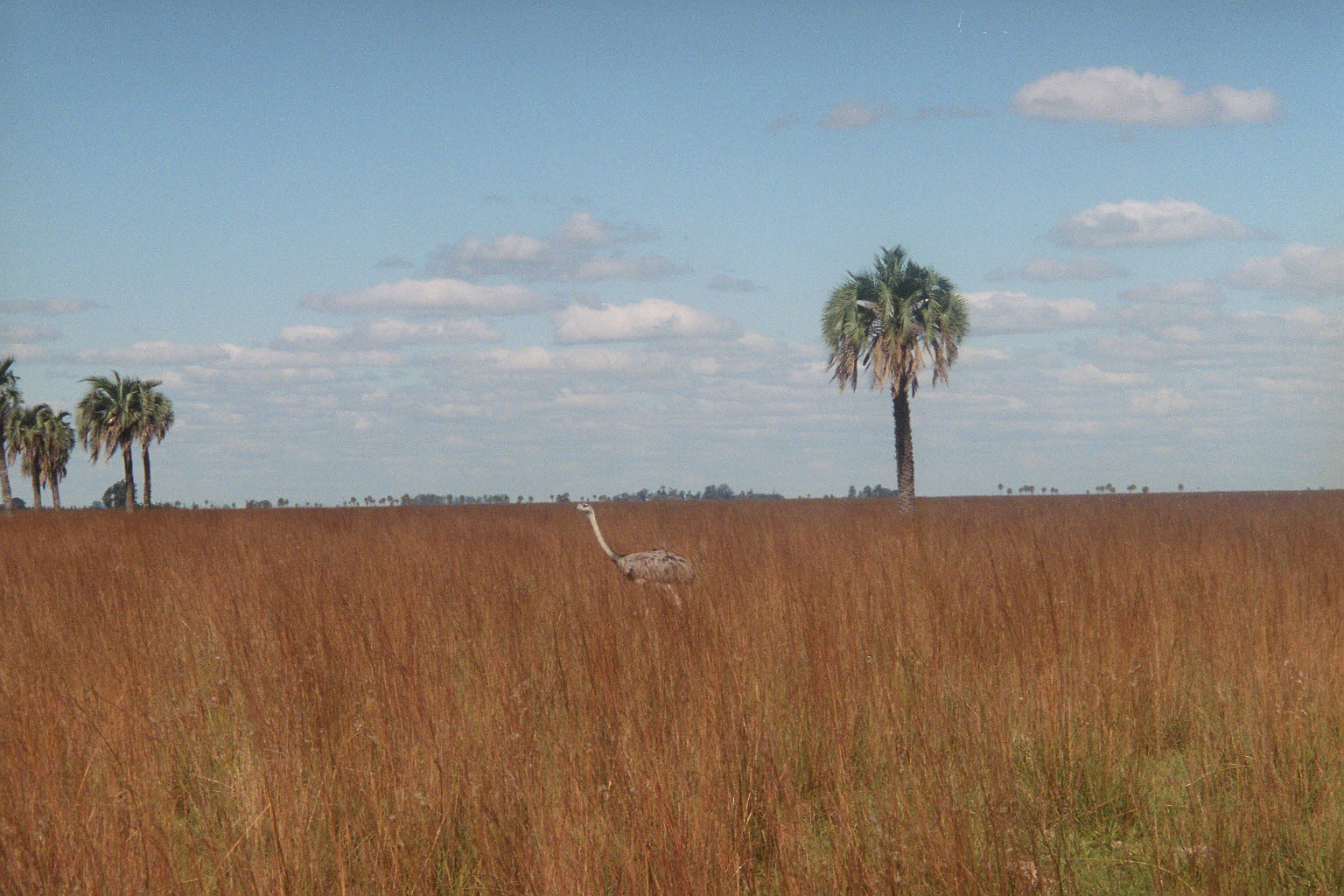
Нанду в аргентинських пампасах

Звичайний нанду поширений в Аргентині, Болівії, Бразилії, Парагваї і Уругваї. Населяє відкриті простори з високою трав'янистою рослинністю і рідкісними чагарниками, переважно пампаси (степ) з домінуванням імперати (Imperata) і паспалума (Paspalum)
Кампос (різновид савани), рідше чапараль, болотисті і пустельні ландшафти. У вологих тропічних лісах і на плоскогір'я уздовж атлантичного узбережжя Бразилії відсутні, на південь зустрічається до 40-ї паралелі південної широти. У гори піднімається до 2000 м над рівнем моря в Аргентині. У сезон розмноження (весна і літо) тримається поблизу водойм.
Невелика популяція цих птахів утворилася на півночі Німеччини після того, як в серпні 2000 року три пари нанду були випущені на волю з ферми в районі Грос-Гренау (земля Шлезвіг-Гольштейн). Ці птахи успішно акліматизувалися в місцевості, близької до рідних біомів, перезимували і на наступний рік дали потомство. Пізніше частина птахів переправилася через річку Вакенітц і влаштувалася в землі Мекленбург - Передня ПомераніяЗа оцінками фахівців, до кінця 2008 року загальна кількість диких нанду у Німеччині становила близько 100 особин (A. Korthals, F. Philipp).

## Харчування

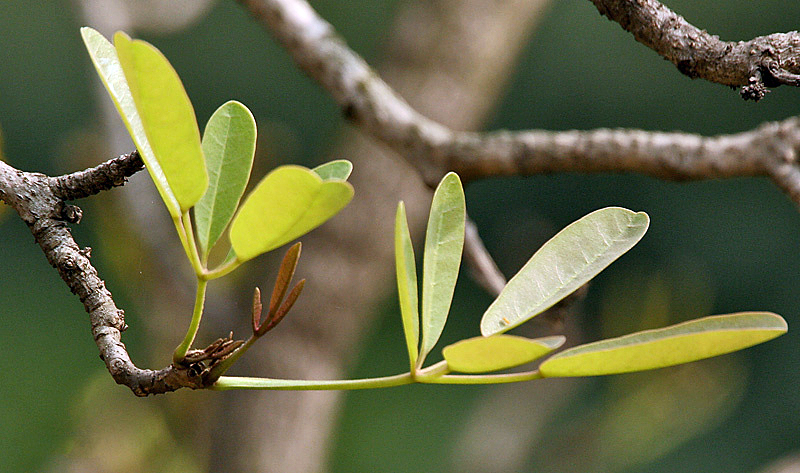
Молоде листя Tabebuia аігеа — одне з ласощів нанду

Харчується рослинними і тваринними кормами. Вживає в їжу листя, кореневища, насіння і плоди багатьох дводольних рослин, в тому числі що відносяться до родин амарантові, айстрові, біньйонієві (наприклад, Tabebuia aurea), капустяні, бобові (Albizia lebbeck, Indigofera suffruticosa, Plathymenia foliolosa тощо.) глухокропивові (Hyptis suaveolens тощо) пасльонові (Solanum palinacanthum, Solanum lycocarpum).
У сезон дозрівання значну роль відіграють плоди авокадо і чагарнику Duguetia furfuracea (родини аннонові). Як правило, зернові культури і частини однодольних рослин в раціоні відсутні, хоча в окремих випадках птахи можуть в значній кількості вживати в їжу зелень деяких трав (таких як  Brachiaria brizantha ) і окремі види родини лілейні (такі як  Smilax regelii ). Нанду із задоволенням поїдає бульби і частини рослин, що містять колючки. Як і багато інших видів птахів, він разом з їжею проковтує дрібні камінчики, які беруть участь у травленні, перемелюючи вміст шлунка.
Нанду нерідко розводять на фермах, де вирощують культури, до яких вони байдужі — наприклад, на полях зернових або в евкаліптових гаях. Причина цього полягає в тому, що птахи у великих кількостях поїдають великих безхребетних, що приносять шкоди сільському господарству — сарану, коників, клопів і тарганів. У саванній місцевості Серрадо і сільськогосподарських районах бразильського штату Мінас-Жерайс представники підвиду R. a. americana віддають перевагу жукам. Поки не зрозуміло, чи це стосується широкого загалу, проте в аргентинських пампасах відсоток що споживаються жуків поступається прямокрилим; можливо, це пов'язано з доступністю корму. Крім того, птиці ловлять перетинчастокрилих (бджіл, ос і джмелів), а також скорпіонів, здатних завдати хворобливі рани — ймовірно, їх організм має підвищений імунітет проти цих отруйних тварин. Іноді нанду полюють на деяких дрібних хребетних — гризунів, змій, ящірок і дрібних птахів, рідше в посушливу пору року вживають в їжу дохлу рибу. Іноді птахів можна зустріти біля занепалих тварин, де вони ловлять мух.

## Розмноження

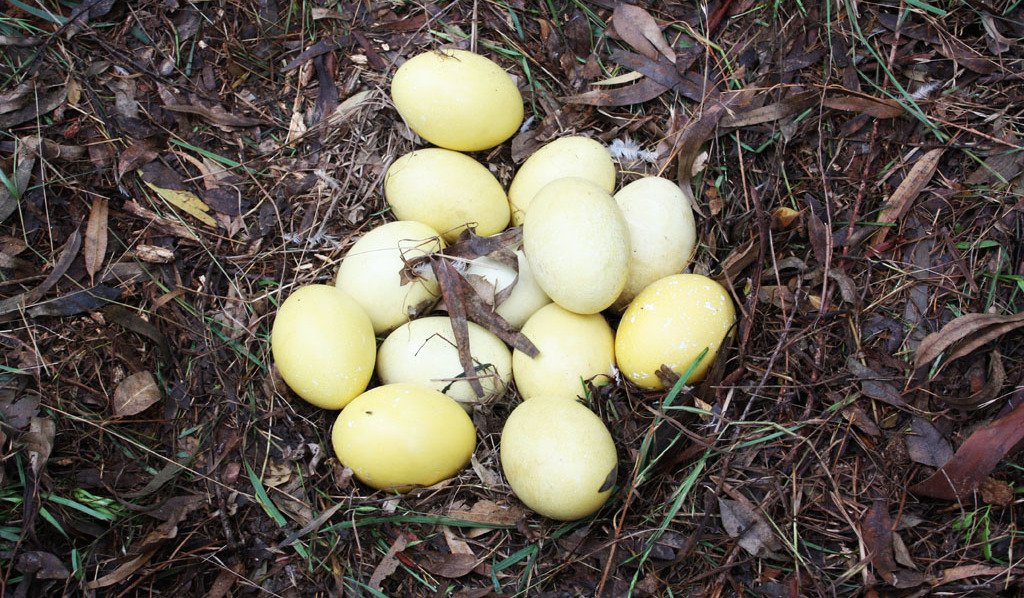
Свіжа кладка

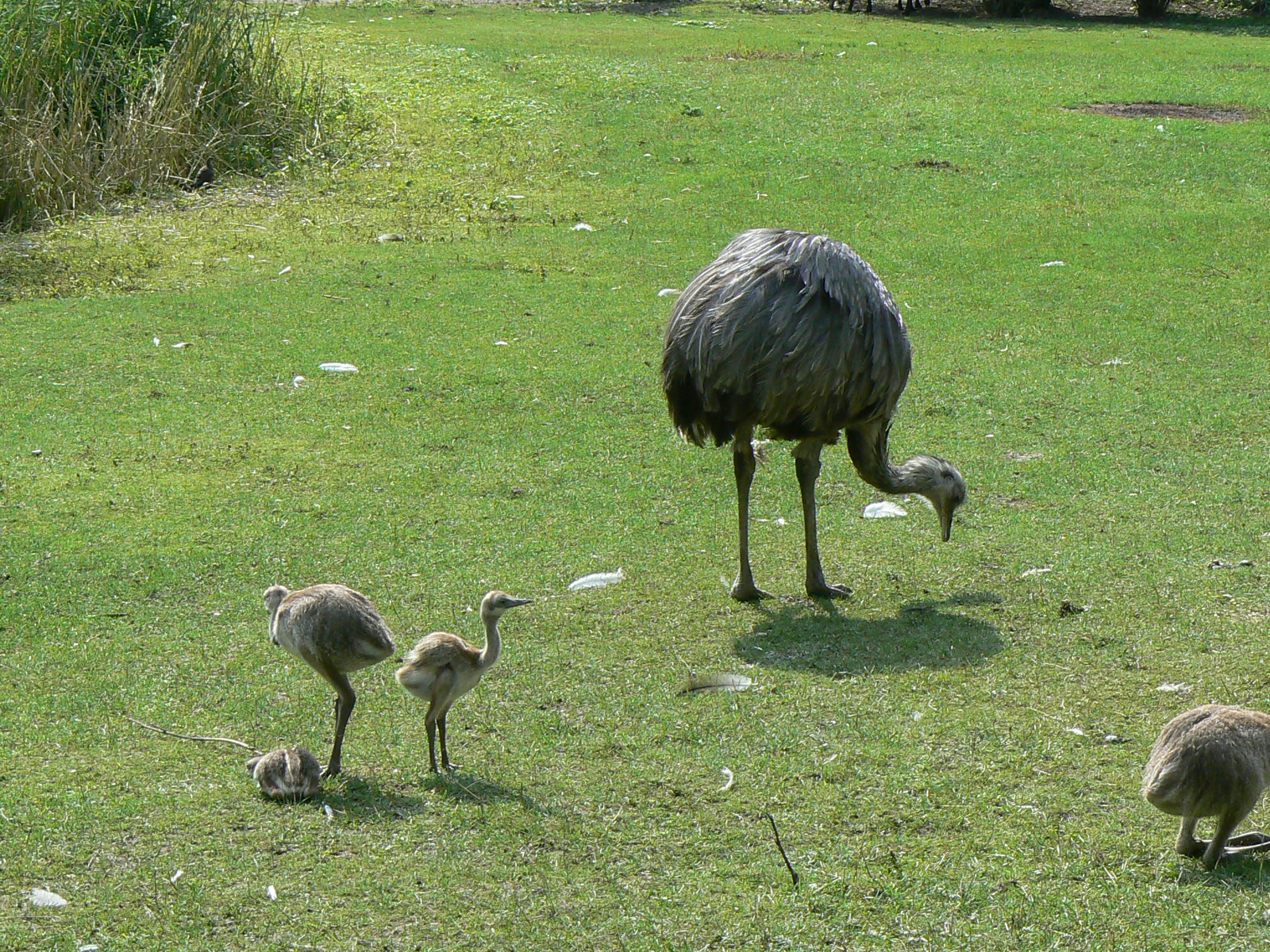
Самець з потомством

Статева зрілість настає наприкінці другого або третього року життя. До гніздування приступає в теплу пору року, в проміжку між серпнем і січнем залежно від широти. Для самців характерна одночасна полігінія, для самок — послідовна поліандрія. На практиці це виглядає наступним чином: самка по черзі переміщається від одного самця до іншого, злучається з ними і відкладає 5-10 яєць в невелику лунку, викладену гілочками і сухий рослинністю. З іншого боку, самець невідлучно залишається біля гнізда, додає в нього будівельний матеріал, і злучається з декількома самками. Всі яйця додаються в одне і те саме гніздо, і внаслідок в ньому може зібратися до 80 яєць, залишених 12-ю самками (найчастіше кількість яєць варіює від 13 до 30). Яйця спочатку пофарбовані в жовтувато-зелений колір, проте до закінчення насиджування стають блідо-кремовими. Розміри яєць: (132 х 90) мм, вага близько 600 г. Повна турбота про потомство лягає на плечі самця, який приступає до насиджування через 2-8 днів після кладки першого яйця. Тривалість насиджування 29-43 днів. Незважаючи на те, що між відкладання першого і останнього яйця найчастіше проходить до двох тижнів, всі пташенята з'являються на світ протягом 36 годин.Вже у віці 3-х місяців молоді птахи досягають зросту своїх батьків.

## Вороги

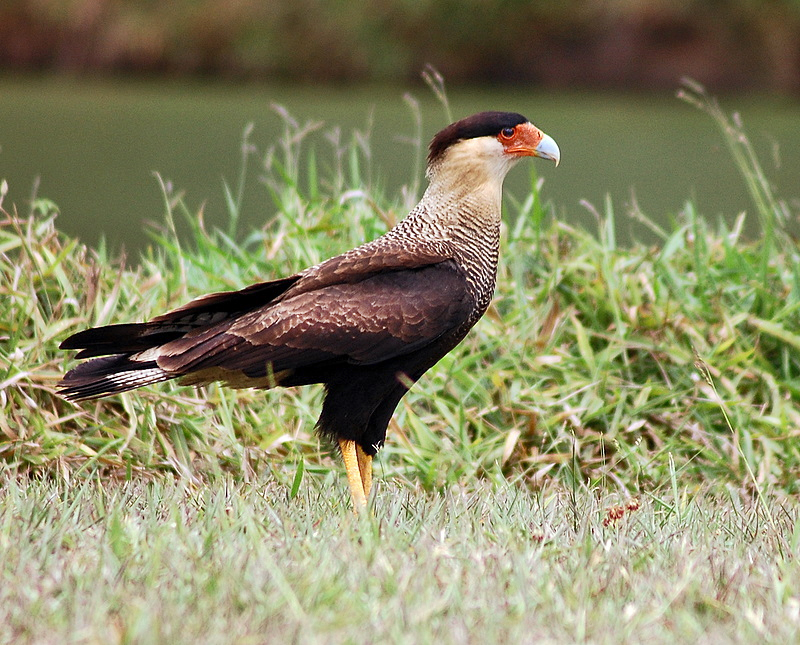
Звичайна каракара нападає на пташенят нанду

Серед природних хижаків, що полюють на дорослих нанду, можна назвати тільки пуму і ягуара. Здичавілі собаки іноді нападають на молодих птахів, а звичайна каракара, по всій видимості, поїдає пташенят тільки що з'явилися на світ. Розоренням гнізд також займаються броненосці — так, на гнізді посеред розбитих яєць були відзначені Euphractus sexcinctus і Chaetophractus villosus.
Вирощені в розплідниках і випущені потім на волю птахи нерідко стають легкою жертвою хижаків, оскільки втрачають почуття обережності. З цієї причини в 2006 році у бразильською владою був розроблений протокол, який регламентує порядок підготовки птахів до умов дикої природи, в якому передбачені методи для вдосконалення умовних рефлексів. На волю випускають тільки найобережніших нанду.